# Клостернойбург
Кло́стернойбург (нем. Klosterneuburg) — австрийский город в округе Тульн земли Нижняя Австрия. Находится на северо-западе от Вены, непосредственно примыкая к ней. С 1938 по 1954 город входил в состав Вены.
Площадь города составляет 76,20 км², население — 27 588 человек (1 января 2021), плотность населения — 361 чел./км².

## География и транспорт
Город расположен на правом берегу реки Дунай, на высоте 192 метров над уровнем моря. От Вены отделён горами Каленберг и Леопольдсберг. Из столицы в Клостернойбург ходят пригородные поезда с вокзала Франца-Иосифа и автобусы со станции Хайлигенштадт.

## История
С первого по пятый век нашей эры на месте нынешнего верхнего города Клостернойбурга находился римский военный лагерь, название которого не дошло до наших дней.
История ныне существующего поселения прослеживается с IX века. В 1108 году маркграф Леопольд III из династии Бабенбергов заложил на горе Леопольдсберг свой замок Nivvenburc (Нойбург, «Новый замок»). По размаху эта резиденция вполне соответствовала рангу имперского князя. В 1114 году в непосредственной близости от резиденции началось строительство церкви, в 1133 году ставшей монастырской и получившей название Клостернойбург, распространённое впоследствии и на весь город.
Средневековый Нойбург состоял из двух поселений по обе стороны Дуная, соединённых бродом. Частые наводнения заставляли жителей по ту сторону Дуная всё дальше отодвигать своё поселение от реки. В результате чего к началу XIII века существовало два Нойбурга: Нойбург при монастыре (Клостернойбург) и Нойбург при рынке (Корнойбург). В 1298 году Альбрехт I, проживавший в Нойбурге с 1288 года, разделил эти два поселения и одновременно ввёл в Клостернойбурге городское право. Клостернойбург также служил резиденцией Леопольду VI.
После канонизации в 1485 году основателя города и монастыря Леопольда III городской монастырь стал национальной австрийской святыней и одним из главных в Австрии центров паломничества. В XV—XVI веках аббатство превратилось в большой религиозный, культурный и научный центр. Монастырь Клостернойбурга был известен изготовлением великолепных для своего времени географических карт, а также располагал одной из лучших в немецкоязычных землях библиотекой.
Во время аншлюса был частью Вены.

## Достопримечательности
- Монастырь августинцев. Основан в начале XII века Леопольдом III.
  - Монастырская церковь — построена в 1136 году как романская базилика, в XVII веке перестроена в стиле барокко.
  - Часовня Леопольда — в часовне расположена усыпальница основателя монастыря Леопольда III, святого и покровителя Нижней Австрии; а также Верденский алтарь — выдающийся памятник искусства XII века.
  - Лапидариум — здесь хранится статуя Клостенбургской мадонны, созданная в 1310 году.
  -  Бондарня — экспозиция, посвящённая виноградарскому делу.
  -  Монастырская библиотека — содержит более 30 000 старинных томов.
- Коллекция Эсселя — художественная галерея, расположенная в современном здании. Представлены работы современных австрийских и зарубежных художников.

## Население
| Год  | Численность |
| ---- | ----------- |
| 1869 | 9429        |
| 1889 | 10987       |
| 1890 | 13435       |
| 1900 | 17231       |
| 1910 | 22013       |
| 1923 | 21578       |
| 1934 | 24061       |
| 1939 | 25069       |
| 1951 | 23320       |
| 1961 | 22787       |
| 1971 | 22029       |
| 1981 | 22975       |
| 1991 | 24442       |
| 2001 | 24797       |
| 2011 | 25828       |
| 2021 | 27588       |